# Juvinas
Juvinas é uma comuna francesa na região administrativa de Auvérnia-Ródano-Alpes, no departamento de Ardèche. Estende-se por uma área de 8,43 km². Em 2010 a comuna tinha 177 habitantes (densidade: 21 hab./km²).